# Francisco Rodríguez (calciatore 1995)
Francisco José Rodríguez Araya (Zurigo, 14 settembre 1995) è un calciatore svizzero, centrocampista del Baden.

## Biografia
Anche i suoi fratelli Ricardo e Roberto sono calciatori.

## Carriera

### Club
Fa il suo esordio in prima squadra alla prima di campionato della stagione 2014-15 in occasione del derby zurighese disputatosi il 20 luglio 2014 e vinto dalla propria squadra per 1-0. Il 28 agosto gioca la sua prima partita in una competizione europea contro lo Spartak Trnava valido per gli spareggi dell'Uefa Europa League.

### Nazionale
Gioca la sua prima partita con la Svizzera Under-21 a Čerkasy il 4 settembre 2014 in occasione della gara contro l'Ucraina Under-21 valida per la qualificazione al Campionato europeo di calcio Under-21 2015 (partita persa per 2-0). 5 giorni dopo, a Lugano, segna la sua prima rete con la maglia rossocrociata contro i pari età della Lettonia Under-21 nella partita vinta per 7-1.

## Palmarès

### Club

#### Competizioni nazionali
- Supercoppa di Germania: 1

Wolfsburg: 2015